# Tápiószecső
Tápiószecső es un pueblo húngaro perteneciente al distrito de Nagykáta, condado de Pest.

## Superficie
Cuenta con una superficie de 38,38 km².

## Demografía
Hasta 2024 la población era de 6132 habitantes, con una densidad de población de 159,77 hab/km².
| Gráfica de evolución demográfica de Tápiószecső entre 2020 y 2024 |
|                                                                   |
| Datos según la Oficina Central de Estadística de Hungría.         |